# Нурлан Абдикаликов
Нурлан Абдикаликов (рос. Нурлан Абдыкалыков; нар. 17 серпня 1965, Кочкор, Киргизька Радянська Соціалістична Республіка — пом. 1988, Москва) — радянський боксер, призер чемпіонату Європи серед аматорів.

## Спортивна кар'єра
Нурлан Абдикаликов змалку ріс без батька, тому розумів, що мусить вміти постояти за себе. З десяти років почав займатися боксом. Став призером кількох всесоюзних і міжнародних турнірів в своїй віковій категорії, а 1982 року завоював золото чемпіонату СРСР серед юнаків. Нурлан ввійшов до складу юнацької збірної СРСР.
1984 року Нурлан Абдикаликов став чемпіоном СРСР в легкій вазі.
На чемпіонаті Європи у червні 1985 зайняв третє місце, здобувши дві перемоги і програвши у півфіналі Торстену Кох (НДР) — 0-5.
Цей успіх став останнім в кар'єрі Абдикаликова. Ще у лютому 1985 року на чемпіонаті СРСР в півфінальному бою у нього стався нервовий зрив, після якого його відправили на лікування в клінічний госпіталь імені М. Н. Бурденка. Пізніше його комісували з армії, оскільки на той час він значився військовослужбовцем, і перестали залучати до лав збірної. Абдикаликова не стало наприкінці 1988 року. Ні точна дата, ні причина смерті невідомі.